# Брикасс, Лесли
Лесли Брикасс (англ. Leslie Bricusse, 29 января 1931 года, Лондон — 19 октября 2021) — британский поэт, композитор, либреттист. Сотрудничал со многими авторами, особенно часто с Энтони Ньюли и Джоном Барри. Наиболее известен по работам к фильму «Голдфингер» и мюзиклу «Доктор Дулиттл». Обладатель премий «Оскар» (1967, 1982) и «Грэмми» (1963). Офицер ордена Британской империи.

## Биография
Родился в Лондоне. После завершения образования в начальной школе и колледже, поступил в Кембриджский университет. Там Брикасс был одним из основателей Клуба Музыкальной Комедии и президентом театрального клуба «Рампа» (англ. Footlights), где он выступил соавтором, режиссёром и актёром своих первых двух музыкальных шоу. «Прочь от тоски» (англ. Out Of The Blue) и «Лэди за рулём» (англ. Lady At The Wheel) позже добрались до постановки в театрах Вест-Энда Лондона. Одновременно с творческой деятельностью Брикасс получил степень магистра искусств.
В одном из спектаклей клуба «Рампа» Лесли был замечен Беатрис Лилли и приглашён на главную роль в её шоу-ревю «Вечер с Беатрис Лилли» в Globe Theatre. Там он провёл первый год своей театральной карьеры. Одновременно Брикасс пишет новые мюзиклы и сценарии для кинофильмов. В этот период он принимает решение оставить карьеру актёра и режиссёра и полностью посвятить себя сочинительству стихов и музыки. Этому решению зрители обязаны появлению, среди прочих, таких мюзиклов и кинофильмов, как «Остановите Землю — я сойду» (англ. Stop the World – I Want to Get Off, 1961 год), «Рёв грима, запах толпы» (англ. The Roar of the Greasepaint – The Smell of the Crowd, 1965 год), «Доктор Дулиттл» (англ. Doctor Dolittle, 1967 год), «Скрудж» (англ. Scrooge, 1970 год), «Вилли Вонка и шоколадная фабрика» (англ. Willy Wonka & the Chocolate Factory, 1971 год). Всего Брикасс написал более 40 мюзиклов и сценариев к кинофильмам. Он сотрудничал с такими авторами, как Энтони Ньюли, Джоном Барри, Генри Манчини, Джоном Уильямсом, Джерри Голдсмитом, Куинси Джонсом и др.
В 1989 году Лесли Брикасс включён в Американский Зал Славы авторов песен, всего лишь четвёртым по счёту англичанином после Кауарда, Леннона и Маккартни.
Развитием подлинно всемирного признания творчества Брикасса явилось его участие в проектах «Виктор/Виктория», на основе сценария которого были поставлены спектакли в Мадриде, Мехико, Париже и других городах, а также «Джекилл и Хайд», который только за пределами США был поставлен более 10 раз.
В 2001 году Лесли Брикасс стал офицером Ордена Британской империи (ОВЕ).
С 2009 года работает над шоу «Кирпичик к кирпичику», которое является компиляцией его лучших произведений.

## Список избранных произведений и наград
- 1956 — «Чарли Мун» (англ. «Charly Moon») кинофильм // автор сценария.
- 1963 — «Остановите Землю — я сойду» (англ. «Stop the World – I Want to Get Off») мюзикл, позже кинофильм // автор сценария, стихов и музыки (всё в соавторстве с Энтони Ньюли). Одна из композиций What Kind of Fool Am I? получила премию Грэмми, как песня года.
- 1964 — «Голдфингер» (англ. «Goldfinger ») песня из кинофильма // автор стихов.
- 1967 — «Живёшь только дважды» (англ. «You Only Live Twice») песня из кинофильма // автор стихов.
- 1967 — «Доктор Дулиттл» (англ. «Doctor Dolittle») кинофильм // автор сценария, стихов и музыки. Композиция Talk to the Animals получила премию Оскар, как лучшая песня к кинофильму 1967 года; номинация на Премию «Оскар» за лучшую музыку к фильму.
- 1970 — «Скрудж» (англ. «Scrooge») кинофильм // автор сценария, стихов и музыки; номинация на Премию «Оскар» за лучшую музыку к фильму.
- 1971 — «Вилли Вонка и шоколадная фабрика» (англ. «Willy Wonka & the Chocolate Factory») кинофильм // композитор.
- 1978 — «Месть Розовой Пантеры» (англ. «Revenge of the Pink Panther») кинофильм // автор текстов песен.
- 1978 — «Супермен» (англ. «Superman») кинофильм // автор текстов песен.
- 1983 — «Супермен 3» (англ. «Superman III») кинофильм // автор текстов песен.
- 1990 — «Один дома» (англ. «Home Alone») кинофильм // автор текстов песен.
- 1992 — «Виктор/Виктория» (англ. «Виктор/Виктория») мюзикл, позже кинофильм // автор стихов к музыкальным номерам; музыка из фильма удостоена премии «Оскар», как Лучшая запись песен к фильму, адаптация партитуры.
- 1995 — «Казино» (англ. «Casino») кинофильм // автор текста песни.
- 1998 — «Доктор Дулиттл» (англ. «Doctor Dolittle») мюзикл // автор музыки и слов.
- 1999 — «Остин Пауэрс: Шпион, который меня соблазнил» (англ. «Austin Powers: The Spy Who Shagged Me») кинофильм // автор текста песни.
- 2003 — «Брюс всемогущий» (англ. «Bruce Almighty») кинофильм // автор текстов песен.
- 2005 — «Мадагаскар» (англ. «Madagascar») мультфильм // автор текста песни.

## Личная жизнь
Был женат на актрисе Ивонне Ромейн.
Брикасс умер во сне в Сен-Поль-де-Ванс, Франция, 19 октября 2021 года в возрасте 90 лет.
Мультфильм Netflix 2022 года «Скрудж: Рождественская песнь» был посвящён его памяти.